# Kuryłowicze (gmina)
Kuryłowicze – dawna gmina wiejska istniejąca do 1939 roku w woj. nowogródzkim (obecnie na Białorusi). Siedzibą gminy były Kuryłowicze (351 mieszk. w 1921 roku).
W okresie międzywojennym gmina Kuryłowicze należała do powiatu słonimskiego w woj. nowogródzkim. 1 kwietnia 1929 roku do gminy Kuryłowicze przyłączono część obszaru gminy Kozłowszczyzna, natomiast część obszaru gminy Kuryłowicze włączono do gminy Dereczyn (wsie Mielewicze i Dorohlany oraz majątek Nowe Mielewicze).
Po wojnie obszar gminy Kuryłowicze wszedł w struktury administracyjne Związku Radzieckiego.
Zobacz też: gmina Kuryłówka